# Археологический музей Волоса
Археологический музей Волоса (греч. Αρχαιολογικό Μουσείο Βόλου) ― музей, расположенный в городе Волос, периферия Фессалия, Греция. Учреждён в 1909 году на пожертвования Алексиоса Афанасакиса. Один из старейших археологических музеев Греции.

## Экспозиция

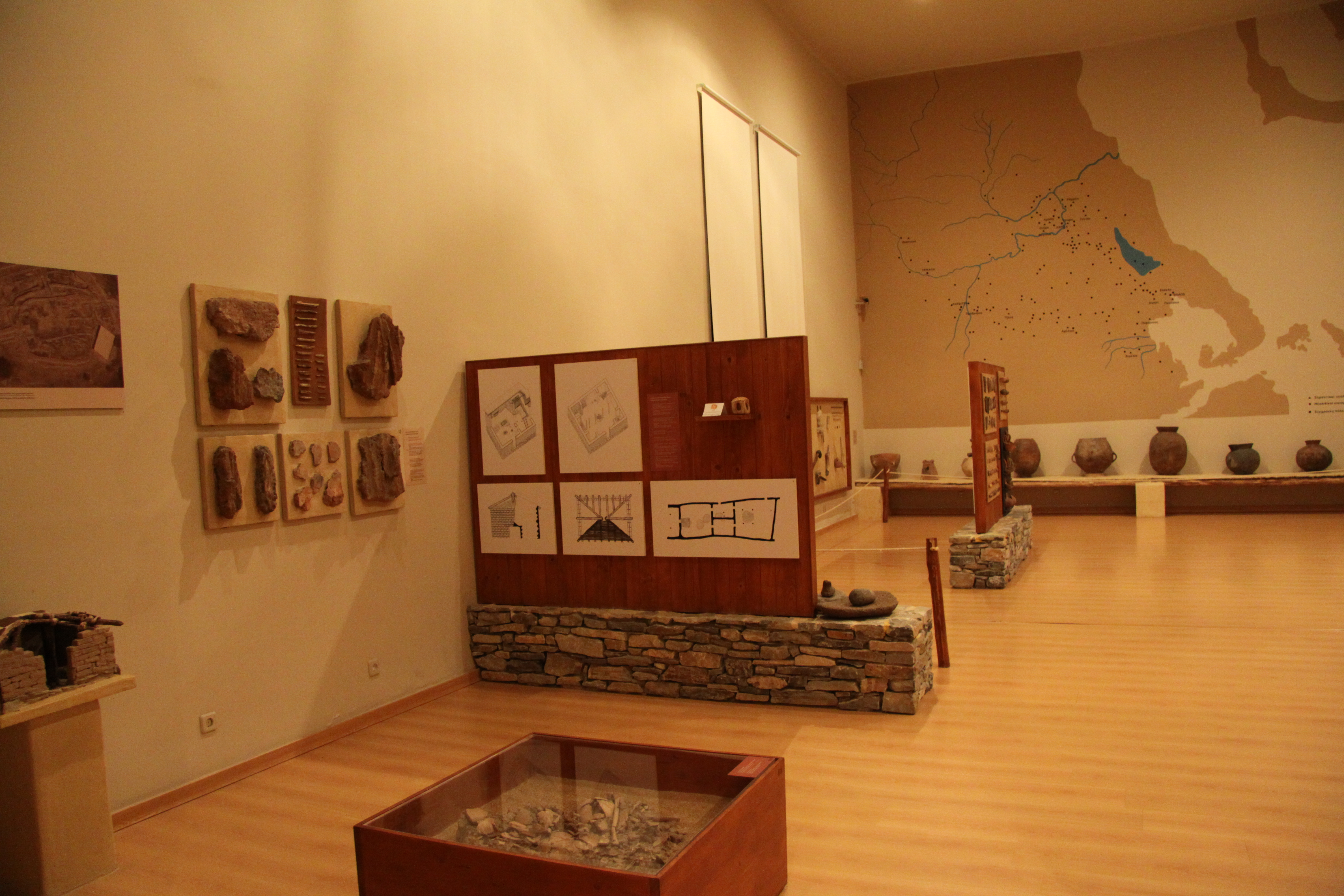
Экспозиция

В музее представлено множество археологических находок, обнаруженных различными исследователями на территории Фессалии на протяжении всего XX века. Среди представленных экспонатов ― ювелирные изделия, домашняя утварь и орудия сельскохозяйственного труда, который были найдены в человеческих стоянках времён неолита возле нынешних поселений Димини и Сескло; глиняные статуэтки и различные предметы геометрического стиля греческой вазописи, а также артефакты эпох таких легендарных событий греческой мифологии, как экспедиция аргонавтов или Троянская война. Здесь также представлены статуи и необычные составные статуэтки классического периода, редкие стелы рельефной работы эллинистического периода, хорошо сохранившие свой оригинальный цвет, а также рельефы раннего христианского и византийского периодов Греции.
Среди прочих любопытных экспонатов ― надгробные камни, перевезённые сюда в полной сохранности с тех мест, где они были обнаружены, вместе с человеческим скелетом и предметами, размещёнными вокруг него. Недалеко от археологического музея, в деревнях Димини и Сескло, также расположены несколько представляющих интерес реконструкций человеческих жилищ времён неолита.